# Aghanus (Latchine)
Aghanus est un village d'Azerbaïdjan, situé dans le raïon de Latchine.

## Histoire
À partir de 1992, à la suite de la guerre du Haut-Karabagh, Aghanus vit sous le contrôle des forces armées arméniennes. Le 1er décembre 2020, le village repasse sous la souveraineté de l'Azerbaïdjan, comme l'ensemble du raion de Latchine, conformément à l'accord de cessez-le-feu du Haut-Karabakh.